# 京都府立峰山高等学校
京都府立峰山高等学校（きょうとふりつ みねやまこうとうがっこう）は、京都府京丹後市峰山町古殿に所在する府立高等学校。通称は「峰高」。丹後通学圏に属する。2022年3月末まで京丹後市弥栄町に弥栄分校があった。
なお、生徒数は丹後通学圏の高校の中では最大である。

## 設置学科
- 普通科（標準及び発展コース）
- 機械創造科 (元産業工学科）

かつて設置されていた弥栄分校には農園芸科、家政科が設置されていた。

## 沿革
峰山町立峰山女学校～京都府立峰山高等学校
- 1914年4月 峰山町立峰山女学校創立
- 1926年3月 峰山町立峰山実科高等女学校となる
- 1943年4月 峰山町立峰山高等女学校となる
- 1948年4月 京都府に移管　学制改革により京都府立峰山高等学校となる

京都府立工業学校～京都府立峰山工業高等学校
- 1922年4月 京都府立工業学校創立（染色科・機織科）
- 1942年4月 京都府立峰山工業学校と改称（機織科・工業化学科）
- 1948年4月 学制改革により京都府立峰山工業高等学校となる（紡織科・機械科・工業化学科）
- 1948年9月 弥栄分校（農業科・普通科）開設

京都府立峰山高等学校
- 1948年10月　2校を統合し京都府立峰山高等学校とする　紡織科、機械科、工業化学科および普通科（全日制・定時制）を設置
- 1956年4月　弥栄分校定時制普通科を家庭科に改編
- 1963年4月　弥栄分校家庭科を家政科と改称
- 1973年4月　紡織科を繊維工学科と改称
- 1982年3月　弥栄分校定時制課程募集停止
- 1983年4月　弥栄分校を全日制に移行　農業科を農園芸科に改称
- 1989年3月　定時制課程募集停止
- 1994年4月　機械科を機械システム科、繊維工学科を繊維デザイン科に改称
- 2009年4月　機械システム科、繊維デザイン科を統合し産業工学科に改称
- 2020年4月　産業工学科募集停止　機械創造科（募集定員30名）に学科改変

弥栄分校（農園芸科・家政科）募集停止
- 2020年4月　弥栄分校校地内に京都府立清新高等学校開校
- 2022年3月　弥栄分校閉校[2][3]

## 著名な出身者
- 三崎政直 - 元京丹後市長。
- 野村克也 - プロ野球選手・監督。
- 金田義倫 - プロ野球選手。
- 広瀬新太郎 - プロ野球選手。
- 岡本真也 - プロ野球選手。
- 田中敏昭 - プロ野球選手。
- 中邑真輔 - プロレスラー。
- 太川陽介 - タレント。日本学園高等学校（東京都世田谷区）へ転校のため、中途退学。
- 俵英三 - フラメンコギタリスト。
- 荻野賢次郎 - サッカー選手。
- 中村とうよう - 音楽評論家。
- UNCHAIN - ロックバンド。
- 井尻薫 - レーシングドライバー。
- ソマオ・ミートボール - お笑いタレント。